# Alena Orta
Alena Orta Rojas (ur. 9 sierpnia 1992 na Kubie) – kubańska siatkarka grająca jako środkowa.
Obecnie występuje w drużynie La Habana.